# Vorgänge
vorgänge. Zeitschrift für Bürgerrechte und Gesellschaftspolitik ist eine Vierteljahresschrift, die erstmals 1962 erschien (zunächst sogar monatlich, zeitweise auch sechsmal pro Jahr). Ab Jg. 12 (1973) werden die Ausgaben zusätzlich durchgehend gezählt.
Sie wurde vom vorgänge e. V. und bis zur Fusion der beiden Bürgerrechtsverbände im Jahre 2009 gemeinschaftlich von der Bürgerrechts-Vereinigung Humanistische Union mit der Gustav Heinemann-Initiative (zeitweise auch in Kooperation mit dem Komitee für Grundrechte und Demokratie) und erschien u. a. im Szcesny-Verlag des HU-Mitgründers Gerhard Sczesny, in den Verlagen Beltz, Leske + Budrich und Europäische Verlagsanstalt und dann im Berliner Wissenschaftsverlag. 2002 wurde durch die Fa. Schmidt Periodicals ein Nachdruck der früheren Ausgaben publiziert. Von der Fusion der beiden herausgebenden Organisationen im Jahre 2009 bis zum Jahr 2013 wurde die Zeitschrift vom vorgänge e. V. und der Humanistischen Union herausgegeben, seit Dezember 2013 werden die vorgänge nur noch von der Humanistischen Union herausgegeben. Seit Heft 3/2012 erscheint die Zeitschrift im Selbstverlag der Humanistischen Union. Verantwortlicher Redakteur ist Philip Dingeldey (Stand 2024). Ehemalige Redakteure sind u. a. Gerd Hirschauer (1962–1984), Dieter Hoffmann, Alexander Cammann, Dieter Rulff und Sven Lüders.
Die Zeitschrift wandelte sich von einer eher kultur- und religionspolitischen Chronik zum sozialwissenschaftlich und rechtspolitisch ausgerichteten Fachmedium mit wechselnden Schwerpunktthemen. Bürgerrechtsfragen wie Datenschutz, Frauen- und Kinderrechte, Strafvollzug, Polizeikontrolle, Versammlungsrecht, Meinungsfreiheit, politische Selbstbestimmung und soziale Grundrechte, aber auch friedenspolitische Themen stehen heute im Zentrum der meisten Beiträge. Rezensionen, Dokumentation und Interviews sind ebenfalls vertretene Formate.
Autoren, die meisten von ihnen liberaler und undogmatisch-linker Orientierung wie die verantwortlichen Vereine, waren und sind unter vielen anderen: Fritz Bauer, Erhard Eppler, Helga Einsele, Ossip K. Flechtheim, Wolfram Wette, Monika Frommel, Oskar Negt, Sabine Leutheusser-Schnarrenberger, Joachim Perels, Gesine Schwan, Jürgen Seifert, Karl F. Schumann, Wolfgang Bittner, Heide Hering und Rosemarie Will.